# 558 Кармен
558 Кармен (558 Carmen) — астероїд головного поясу, відкритий 9 лютого 1905 року Максом Вольфом у Гейдельберзі.